# 23938 Kurosaki
23938 Kurosaki è un asteroide della fascia principale. Scoperto nel 1998, presenta un'orbita caratterizzata da un semiasse maggiore pari a 2,8732591 UA e da un'eccentricità di 0,1461311, inclinata di 2,71066° rispetto all'eclittica.
L'asteroide è dedicato all'astronomo giapponese Hirohisa Kurosaki.